# Ancistrobasis
Ancistrobasis là một chi ốc biển, là động vật thân mềm chân bụng sống ở biển trong họ Seguenziidae.

## Các loài
Các loài trong chi Ancistrobasis gồm có:
- Ancistrobasis depressa (Dall, 1889)[3]
- Ancistrobasis largoi Poppe, Tagaro & Dekker, 2006[4]
- Ancistrobasis reticulata (Philippi, 1844)[5]